# カーニバル・ドリーム
カーニバル・ドリーム（Carnival Dream）は、カーニバル・クルーズ・ライン（CCL）が運航しているクルーズ客船。

## 概要
カーニバル・ドリーム級の1番船で、2009年9月17日、イタリアのフィンカンティエリ社モンファルコーネ工場で竣工。船価は5億6千万ユーロ。
9月21日よりチヴィタヴェッキア発の地中海デビュークルーズを行い、その後カリブ海クルーズに就航した。
本級はカーニバル・クルーズ・ラインの最大船型で、フィンカンティエリ社が建造した客船としても最大である。
また、同型の2番船が2011年に、3番船が2012年に竣工した。

## 船内設備
客室数は1,823室で、1,145室が海側客室（アウトサイド・キャビン）であり、うち887室はバルコニー付きである。
リド・デッキには大型LEDスクリーンを備え、北米のクルーズ客船では初のレーザー光線使用のショーを行っている。
また舷側に4箇所の屋外カフェやジャグジーを備えた施設の他、約2200平方メートルの広さのスパ・エリア等を持つ。

## 同型船
2番船 「カーニバル・マジック（Carnival Magic）」
2011年4月27日竣工。
3番船 「カーニバル・ブリーズ（Carnival Breeze）」
2012年5月31日竣工。